# История России с древнейших времён
«Исто́рия Росси́и с древне́йших времён» — фундаментальный труд Сергея Соловьёва в 29 томах, издававшийся с 1851 по 1879 годы.

## Общие сведения
Труд «Истории России с древнейших времён» стал главным делом жизни С. М. Соловьёва. Публикация проходила с 1851 по 1879 годы и составила 29 томов, собранных первоначально в 6 книг. Последний том вышел уже после смерти автора, заканчиваясь описанием Кючук-Кайнарджийского мира России с Турцией, заключённом в 1774 году. Изложение материалов основано на фактических данных (начиная с XVII века преимущественно архивных).
С точки зрения фактической полноты изложения событий русской истории, «История России с древнейших времён» наиболее полное хранилище таких фактов. Она содержит обзор событий на протяжении двадцати трёх столетий, начинаясь свидетельствами о теперешней европейской России Геродота, то есть с V века до н. э. Ни один из русских историков не охватывал такого огромного хронологического пространства.
Работа С. Соловьёва явилась как бы противовесом «Истории государства Российского» Н. М. Карамзина, которая к середине XIX века практически получила статус официальной.

## Некоторые особенности
С. Соловьёв рассматривал историю не как перечень завоеваний и смены государей. Он полагал общество целостным организмом, развивающимся «естественно и необходимо». Государство, являясь продуктом общественной жизни, есть общество в своём развитии: одно невозможно без последствий отделить от другого. По этой причине С. Соловьёв полагал главным, решающим с точки зрения исторического движения, внутренние процессы развития — ход колонизации, возникновение новых городов, изменение взглядов власть имущих на собственность и характер своей власти.
По мнению С. Соловьёва, от Рюрика и до наших дней русский историк имеет дело с единым цельным организмом, что обязывает его «не делить, не дробить русскую историю на отдельные части, периоды, а соединять их, следить за связью явлений, за непосредственной преемственностью форм; не разделять начал, а рассматривать их во взаимодействии, стараясь объяснять каждое явление внутренними причинами, прежде чем выделить его из общей связи событий и подчинить внешнему влиянию»:Предисловие.

## Вклад в российскую историографию
В «Истории России с древнейших времён» Сергей Соловьёв обособил и исследовал такие важные моменты российской истории, как:
- деление русской истории на эпохи обусловленное внутренними связями её явлений. Впервые применил термины «Новгородская Русь», «Киевская Русь», «Владимирская Русь», «Московская Русь», которыми он обозначил временные периоды становления Российского государства. Данные термины никак не относятся к отдельной государственности. Все они относятся только к одному государству «Русь», Русское государство (царство), Российская Империя и т. д.;
- влияние природных условий территории (заимствованное у К. Риттера) на исторические судьбы русского народа;
- значение этнографического состава русского государства;
- характер русской колонизации и её направление;
- теория родового быта (заимствованная у Г. Эверса), связанная с новым, оригинальным взглядом на период уделов, постепенный переход этого быта в быт государственный, последовательное превращение племён в княжества, а княжеств — в единое государственное целое;
- теория новых княжеских городов, объясняющая факт возвышения княжеской собственности и зарождение нового порядка на севере;
- выяснение особенностей новгородского строя, как выросшего на чисто туземной почве;
- сведение почти к нулю политического значения монгольского ига;
- государственная централизация как процесс тесно связанный с борьбой против нашествия монголов;
- историческая преемственность суздальских князей XII—XIII вв. и московских XIV—XV веков;
- преемственность идеи в поколении Даниловичей, тип «бесстрастных ликов» и основные условия возвышения Москвы (географическое положение Москвы и её области, личная политика князей, характер населения, содействие духовенства, неразвитость самостоятельной жизни в городах северо-восточной Руси, отсутствие сильных областных привязанностей, отсутствие препятствий со стороны дружинного элемента, слабость Литвы);
- характер Ивана Грозного, в связи с условиями его воспитания;
- политический смысл опричнины, как борьбы Ивана Грозного против «удельных» стремлений боярства — проведение начал государственности, в ущерб старой дружинной «воле»;
- преемственная связь между стремлениями Ивана Грозного продвинуться к морю и политическими задачами Петра Великого;
- должное внимание к истории Западной Руси;
- поступательное движение русского народа на Восток и роль России в жизни азиатских народов;
- взаимные отношения Московского государства и Малороссии;
- значение Смутного времени, как борьбы государственных и антигосударственных элементов, и вместе с тем как исходной точки последующего преобразовательного движения;
- связь эпохи первых Романовых с временами Петра Великого;
- историческое значение Петра Великого: отсутствие какого-либо разрыва с московским периодом, естественность и необходимость реформы, тесная связь между эпохами допетровской и послепетровской;
- немецкое влияние при преемниках Петра Великого;
- значение елизаветинского царствования, как основы последующего, екатерининского;
- значение екатерининского царствования (впервые введены в рамки как преувеличенные восхваления, так и обрисовка теневых сторон личности и государственной деятельности императрицы);
- применение сравнительно-исторического метода: события русской истории у Соловьёва связаны аналогиями из истории западноевропейских народов, славянских и германо-романских, так как русский народ, оставаясь цельным и единым организмом, в то же время сам является частью другого, более общего организма — европейского.

## Основные темы изложения
Том первый 
- Глава 1.

Природа Русской государственной области и её влияние на историю. Равнинность страны. Соседство её со Средней Азией. Столкновение кочевников с оседлым народонаселением. Периоды борьбы между ними. Козаки. Племена славянские и финские. Славянская колонизация. Значение рек на великой равнине. Четыре главные части древней России. Озерная область Новгородская. Область Западной Двины. Литва. Область Днепра. Область Верхней Волги. Путь распространения русских владений. Область Дона. Влияние природы на характер народный.
- Глава 2.

Постепенное распространение сведений о Северо-Восточной Европе в древности. Быт народов, здесь обитавших. Скифы. Агафирсы. Невры. Андрофаги. Меланхлены. Будины. Гелоны. Тавры. Сарматы. Бастарны. Аланы. Греческие колонии на северном берегу Понта. Торговля. Характер азиатского движения.
- Глава 3.

Славянское племя. Его движение. Венеды Тацита. Анты и сербы. Движение славянских племён, по русскому начальному летописцу. Родовой быт славян. Города. Нравы и обычаи. Гостеприимство. Обращение с пленными. Брак. Погребение. Жилища. Образ ведения войны. Религия. Финское племя. Литовское племя. Ятвяги. Готское движение. Гунны. Авары. Козары. Варяги. Русь.
- Глава 4.

Призвание варягов-руси северными племенами славянскими и финскими. Следствия этого явления. Обзор состояния европейских народов, преимущественно славянских, в половине IX века.
- Глава 5.

Предания о Рюрике, об Аскольде и Дире. Олег, его движение на юг, поселение в Киеве. Строение городов, дани, подчинение племён. Греческий поход. Договор Олега с греками. Смерть Олега, значение его в памяти народной. Предание об Игоре. Походы на Константинополь. Договор с греками. Печенеги. Смерть Игоря, его характер в преданиях. Свенельд. Походы руссов на Востоке.
- Глава 6.

Правление Ольги. Месть древлянам. Значение предания об этой мести. Характер Ольги в предании. Её уставы. Принятие христианства Ольгою. Характер сына её Святослава. Его походы на вятичей и хозаров. Святослав в Дунайской Болгарии. — Печенеги под Киевом. Смерть Ольги. Распоряжение Святослава относительно сыновей. Возвращение его в Болгарию. Война с греками. Смерть Святослава. Характер его в предании. Усобица между сыновьями Святослава. Владимир в Киеве. Усиление язычества. Буйство варягов, уход их в Грецию. (946—980)
- Глава 7. Владимир Святой. Ярослав I

Несостоятельность язычества. Известие о принятии христианства Владимиром. Распространение христианства на Руси при Владимире. Средства к утверждению христианства. Влияние духовенства. Войны Владимира. Первое столкновение с западными славянами. Борьба с печенегами. Смерть Владимира, его характер. Усобица между сыновьями Владимира. Утверждение Ярослава в Киеве. Отношения к Скандинавии и Польше. Последняя греческая война. Борьба с печенегами. Внутренняя деятельность Ярослава. (980—1054)
- Глава 8. Внутреннее состояние русского общества в первый период его существования

Значение князя. Дружина, её отношение к князю и к земле. Бояре, мужи, гриди, огнищане, тиуны, отроки. Городовые и сельские полки. Тысяцкий. Способы ведения войны. Городское и сельское народонаселение. Рабы. Русская Правда. Нравы эпохи. Обычаи. Занятие жителей. Состояние религии. Монашество. Управление и материальные средства церкви. Грамотность. Песни. Определение степени норманского влияния.
 Том второй 
- Глава 1. О княжеских отношениях вообще

Завещание Ярослава I. Нераздельность рода. Значение старшего в роде, или великого князя. Права на старшинство. Потеря этих прав. Отчина. Отношение волости младшего князя к старшему.
- Глава 2. События при жизни сыновей Ярослава I. (1054—1093)

Линии Рюрикова рода, Изяславичи и Ярославичи. Распоряжения последних насчёт своих волостей. Движения Ростислава Владимировича и гибель его. Движения Всеслава полоцкого и плен его. Нашествие половцев. Поражение Ярославичей. Восстание киевлян и бегство великого князя Изяслава из Киева. Возвращение его и вторичное изгнание. Вторичное возвращение Изяслава и смерть его в битве против обделённых племянников. Характер первых усобиц. Княжение Всеволода Ярославича в Киеве. Новые движения обделенных князей. Усобицы на Волыни. Борьба с Всеславом полоцким. Смерть великого князя Всеволода Ярославича. Печальное состояние Руси. Борьба с половцами, торками, финскими и литовскими племенами, болгарами, поляками. Дружина Ярославичей.
- Глава 3. События при внуках Ярослава I. (1093—1125)

Прежние причины усобиц. Характер Владимира Мономаха. Он уступает старшинство Святополку Изяславичу. Характер последнего. Нашествие половцев. Олег Святославич в Чернигове. Борьба с ним Святополка и Владимира. Неудача Олега на севере. Послание Мономаха к Олегу. Съезд князей в Любече и прекращение борьбы на востоке. Новая усобица на западе вследствие ослепления Василька Ростиславича. Прекращение её на Витичевском съезде. Распоряжение насчёт Новгорода Великого. Судьба Ярослава Ярополковича, племянника великого князя. События в Полоцком княжестве. Войны с половцами. Борьба с другими соседними варварами. Связь с Венгриею. Смерть великого князя Святополка. Киевляне избирают Мономаха в князья себе. Война с минским князем Глебом и с волынским Ярославом. Отношение к грекам и половцам. Смерть Мономаха. Дружина при внуках Ярослава I.
- Глава 4. События при правнуках Ярослава I, борьба дядей с племянниками в роде Мономаха и борьба Святославичей с Мономаховичами до смерти Юрия Владимировича Долгорукого. (1125—1157)
- Глава 5. События от смерти Юрия Владимировича до взятия Киева войсками Андрея Боголюбского. (1157—1169)
- Глава 6. От взятия Киева войсками Боголюбского до смерти Мстислава Мстиславовича Торопецкого. (1169—1228)

 Том третий 
- Глава 1. Внутреннее состояние русского общества от смерти Ярослава I до смерти Мстислава торопецкого(1054—1228)
- Глава 2. От смерти Мстислава торопецкого до опустошения Руси татарами (1228—1240)
- Глава 3. От Батыева нашествия до борьбы между сыновьями Александра Невского (1240—1276)
- Глава 4. Борьба между сыновьями Александра Невского (1276—1304)
- Глава 5. Борьба между Москвою и Тверью до кончины великого князя Иоанна Даниловича Калиты (1304—1341)
- Глава 6. События в княжение сыновей Иоанна Калиты (1341—1362)
- Глава 7. Княжение Димитрия Иоанновича Донского (1362—1389)

 Том четвёртый 
- Глава 1. Княжение Василия Димитриевича (1389—1425)
- Глава 2. Княжение Василия Васильевича Тёмного (1425—1462)
- Глава 3. Внутреннее состояние русского общества от кончины князя Мстислава Мстиславовича Торопецкого до кончины великого князя Василия Васильевича Тёмного (1228—1462)

 Том пятый 
- I Часть
- Глава 1. Новгород Великий
- Глава 2. София Палеолог
- Глава 3. Восток

Подчинение Казани. Завоевание Перми. Югорские князья платят дань в Москву; утверждение русских на Печоре; переход за Уральские горы. Нашествия хана Золотой Орды Ахмата. Поведение Иоанна во время второго нашествия Ахмата. Послание к нему Вассиана, архиепископа Ростовского. Отступление Ахмата от Угры. Гибель Ахмата в степях. Крымская орда. Союз Иоанна с крымским ханом Менгли-Гиреем; крымцы дорушивают Золотую Орду. Первые сношения России с Турциею. Сношения с тюменцами, ногаями, Хорасаном и Грузией.
- Глава 4. Литва
- Глава 5. Внутреннее состояние русского общества во времена Иоанна III
- II Часть
- Глава 1. Псков

Война с Казанью. Война с Литвою. Глинский. Смерть короля Александра. Глинский вооружается против преемника его, Сигизмунда, и вступает в службу к московскому великому князю. Вечный мир между Василием и Сигизмундом. Вражда у Василия с Крымом. Дела ливонские. Падение Пскова.
- Глава 2. Смоленск

Возобновление войны с Литвою. Взятие Смоленска. Измена Глинского. Поражение русских у Орши. Сигизмунд не пользуется победою. Сигизмунд подущает крымцев к нападению на русские владения. Союз Василия с Альбрехтом Бранденбургским. Посредничество императора Максимилиана. Посольство Герберштейна. Союз Казани и Крыма против Москвы. Нашествие Магмет-Гирея. Перемирие с Литвою. Войны с Казанью. Сношения с Крымом, Швециею, городами ганзейскими, Даниею, Римом, Турциею. Присоединение Рязани, княжества Северского и удела Волоцкого.
- Глава 3. Дела внутренние

 Том шестой 
- Глава 1. Правление великой княгини Елены
- Глава 2. Правление боярское
- Глава 3. Казань, Астрахань, Ливония
- Глава 4. Опричнина
- Глава 5. Полоцк
- Глава 6. Стефан Баторий
- Глава 7. Строгановы и Ермак

 Том седьмой 
- Глава 1. Внутреннее состояние русского общества во времена Иоанна IV
- Глава 2-5. Царствование Феодора Иоанновича

 Том восьмой 
- Глава 1-2. Царствование Бориса Годунова.
- Глава 3. Царствование Лжедмитрия
- Глава 4-6. Царствование Василия Ивановича Шуйского
- Глава 7-8. Междуцарствование

 Том девятый 
- Глава 1-4. Царствование Михаила Феодоровича. 1613—1645 г.
- Глава 5. Внутреннее состояние Московского государства в царствование Михаила Феодоровича

 Том десятый 
- Глава 1. Состояние Западной России в конце XVI и в первой половине XVII века
- Глава 2-4. Царствование Алексея Михайловича

 Том одиннадцатый 
- Глава 1-5. Продолжение царствования Алексея Михайловича

 Том двенадцатый 
- Глава 1-5. Продолжение царствования Алексея Михайловича.

 Том тринадцатый 
- Глава 1. Россия перед эпохой преобразования
- Глава 2. Царствование Феодора Алексеевича
- Глава 3. Московская смута 1682 года

 Том четырнадцатый 
- Глава 1. Правление царевны Софии
- Глава 2. Падение Софии; деятельность царя Петра до первого Азовского похода
- Глава 3. Окончание двоевластия. Царствование Петра I Алексеевича
- Глава 4. Продолжение царствования Петра I Алексеевича

 Том пятнадцатый 
- Глава 1-5. Царствование Петра I Алексеевича.

 Том шестнадцатый 
- Глава 1-5. Царствование Петра I Алексеевича.

 Том семнадцатый 
- Глава 1-5. Царствование Петра I Алексеевича.

 Том восемнадцатый 
- Глава 1-3. Царствование императора Петра Великого
- Глава 4. Царствование императрицы Екатерины I Алексеевны

 Том девятнадцатый 
- Глава 1. Окончание царствования императрицы Екатерины I Алексеевны
- Глава 2. Царствование императора Петра II Алексеевича
- Глава 3. Царствование императрицы Анны Иоановны

 Том двадцатый 
- Глава 1-4. Царствование императрицы Анны Иоановны

 Том двадцать первый 
- Глава 1. Брауншвейгская фамилия
- Глава 2-4. Царствование императрицы Елисаветы Петровны. 1741—1744 год

 Том двадцать второй 
- Глава 1-4. Царствование императрицы Елисаветы Петровны. 1745—1748 год
- Глава 5. Образованность в России в первые семь лет царствования Елисаветы

 Том двадцать третий 
- Глава 1-6. Царствование императрицы Елисаветы Петровны. 1749—1755 год

 Том двадцать четвёртый 
- Глава 1-6. Царствование императрицы Елисаветы Петровны. 1756—1761 год

 Том двадцать пятый 
- Глава 1. Царствование императора Петра III Феодоровича. 25 декабря 1761 — 28 июня 1762 года
- Глава 2-3. Царствование императрицы Екатерины II Алексеевны. 1762—1763 год

 Том двадцать шестой 
- Глава 1-2. Царствование императрицы Екатерины II Алексеевны. 1764—1765 год
- Глава 3. Просвещение в России от основания Московского университета до смерти Ломоносова. 1755—1765 годы

 Том двадцать седьмой 
- Глава 1-3. Царствование императрицы Екатерины II Алексеевны. 1766—1768 год

 Том двадцать восьмой 
- Глава 1-4. Царствование императрицы Екатерины II Алексеевны. 1768—1772 год

 Том двадцать девятый 
- Глава 1-2. Царствование императрицы Екатерины II Алексеевны. 1773—1775 год

Турецкие и польские дела в 1773 и 1774 годах. Отношения к другим европейским державам за то же время. Внутреннее состояние России во время первой турецкой войны.

## Критика
Основные упрёки критики касаются того, что, в ущерб фактам периферийной жизни, изложение преимущественно освещает жизнь центра — рост его государственности и объединяющей деятельности. При этом составные части повествования не всегда соразмерны своему значению, порой соединены чисто механически и догматичны. Кроме того, по изложению «История России» С. Соловьёва очень утомительна не только для обыкновенного читателя, но и для специалиста. В иных томах её изложение переходит в простой пересказ летописи (в допетровских периодах) и в выписку из архивных документов (за XVIII век).